# Cuộc đời vẫn đẹp sao (phim truyền hình)
Cuộc đời vẫn đẹp sao là một bộ phim truyền hình được thực hiện bởi Trung tâm Phim truyền hình Việt Nam, Đài Truyền hình Việt Nam do Nguyễn Danh Dũng làm đạo diễn. Phim phát sóng vào lúc 21h40 thứ 2, 3, 4 hàng tuần bắt đầu từ ngày 3 tháng 4 năm 2023 và kết thúc vào ngày 12 tháng 7 năm 2023 trên kênh VTV3.

## Nội dung
Cuộc đời vẫn đẹp sao kể về những thân phận khốn khó nơi xóm chợ nghèo của thành phố mà trung tâm của câu chuyện là Luyến (Thanh Hương) và Lưu (Hoàng Hải). Luyến cùng mẹ chồng cố gắng suốt 5 năm trời để trả nốt số nợ mà người chồng, người con — Sơn (Hoàng Du Ka) được coi như đã chết ngoài biển để lại. Rồi đến khi rũ sạch nợ nần, cô lại phát hiện ra chồng mình đang sống hạnh phúc với người phụ nữ khác. Trong khi đó, Lưu là người đàn ông lớn lên ở khu gầm cầu, bị vợ bỏ, một mình nuôi cậu con trai học đại học và coi đó là tất cả hy vọng và tự hào về tương lai. Song, người bố ấy lại đau lòng khi đối diện với sự xấu hổ của con trai về xuất thân của mình.

## Diễn viên

### Diễn viên chính
- Hoàng Hải trong vai Trần Văn Lưu (Lưu "nát")[3][4]
- Thanh Hương trong vai Lê Thị Luyến (Luyến "lươn")[5][6]
- Thanh Quý trong vai Bà Nguyễn Thị Tình[7]
- Tô Dũng trong vai Tô Văn Điền
- Anh Thơ trong vai Tạ Kim Hòa
- Hoàng Du Ka trong vai Đoàn Văn Sơn
- Phạm Tuấn Anh trong vai Lê Văn Bát[8][9]
- Đặng Minh Cúc trong vai Bình
- Hà Đan trong vai Nga[10][11]
- Trần Việt Hoàng trong vai Trần Văn Thạch (K Cơ)
- Lê Minh Tuấn trong vai Bố Luyến
- Ngọc Thư trong vai Mẹ Luyến

### Diễn viên phụ
- Phạm Anh Tuấn trong vai Nhật
- Thái Dương trong vai Linh
- Đào Hoàng Yến trong vai Yến
- Trần Chiến trong vai Thái
- Bích Diệp trong vai Oanh
- Hoàng Huy trong vai Lễ
- Bích Thủy trong vai Bà Lục
- Thanh Dương trong vai Nghĩa
- Trần Việt Bắc trong vai Bắc "người từng trải"
- Lý Chí Huy trong vai Tấn

### Diễn viên khách mời
- Đức Khuê trong vai Chủ khách sạn
- Nguyễn Danh Dũng trong vai Khách mua hàng

Cùng một số diễn viên khác...

## Nhạc phim
- A í A

Sáng tác và thể hiện: Dương Trường Giang
- Giấc mơ nhẹ nhàng

Sáng tác và thể hiện: Thùy Chi, Minh Vương M4U

## Sản xuất
Bộ phim do Nguyễn Danh Dũng đảm nhận vai trò đạo diễn, kịch bản được chấp bút bởi Lê Huyền, Trịnh Khánh Hà và Mai Diệp. Đây là đề tài hoàn toàn mới của đạo diễn Danh Dũng sau 20 năm kể từ Chuyện phố phường. Quá trình thực hiện bắt đầu từ tháng 1 đến tháng 5 năm 2023, với bối cảnh chính được thực hiện tại chợ Long Biên.
Hai vai chính được giao cho Thanh Hương và Hoàng Hải. Ngoài ra còn có sự tham gia của Thanh Quý, Anh Thơ, Tô Dũng, Minh Cúc... cùng hai diễn viên trẻ là Hà Đan và Trần Việt Hoàng. Diễn viên Thanh Hương cho biết để hóa thân thành nhân vật Luyến, cô phải giảm 10 kg và cắt bỏ mái tóc dài. Diễn viên Phạm Tuấn Anh đã phải nhịn ăn và làm vàng răng để phù hợp với nhân vật Bát. Phim đồng thời đánh dấu sự trở lại màn ảnh nhỏ của nữ diễn viên Hà Đan sau một thời gian làm MC cho các chương trình của VTV.
Buổi họp báo ra mắt bộ phim được tổ chức vào ngày 29 tháng 3 năm 2023, tác phẩm chính thức lên sóng VTV3 vào ngày 3 tháng 4 cùng năm vào lúc 21h40 từ thứ 2 đến thứ 4 hàng tuần , ngay sau khi Đừng nói khi yêu kết thúc, với tổng số tập là 45.

## Giải thưởng và đề cử
| Năm  | Giải thưởng    | Hạng mục                             | Đề cử                | Kết quả       |
| ---- | -------------- | ------------------------------------ | -------------------- | ------------- |
| 2023 | Giải Mai vàng  | Nam diễn viên điện ảnh – truyền hình | Việt Hoàng           | Đề cử         |
| 2023 | Giải Mai vàng  | Phim truyền hình                     | Cuộc đời vẫn đẹp sao | Đề cử         |
| 2023 | Ấn tượng VTV   | Phim truyền hình Ấn tượng            | Cuộc đời vẫn đẹp sao | Đề cử         |
| 2023 | Ấn tượng VTV   | Diễn viên nam Ấn tượng               | NSƯT Hoàng Hải       | Đề cử         |
| 2024 | Giải Cánh Diều | Phim truyền hình xuất sắc            | Cuộc đời vẫn đẹp sao | Cánh diều bạc |
| 2024 | Giải Cánh Diều | Nam diễn viên chính xuất sắc         | NSƯT Hoàng Hải       | Đề cử         |
| 2024 | Giải Cánh Diều | Nữ diễn viên chính xuất sắc          | Thanh Hương          | Đoạt giải     |
| 2024 | Giải Cánh Diều | Nam diễn viên phụ xuất sắc           | Tô Dũng              | Đoạt giải     |
| 2024 | Giải Cánh Diều | Nữ diễn viên phụ xuất sắc            | Thanh Quý            | Đoạt giải     |